# Carolina Uccelli
Carolina Uccelli, née Carolina Pazzini en 1810 à Florence où elle est morte en 1885, est une compositrice italienne connue pour ses opéras.

## Biographie
Les seuls éléments connus de la vie de Carolina Uccelli consistent dans les dates des spectacles de ses œuvres. Carolina Uccelli a fait ses débuts en tant que compositrice avec son opéra Saul au Teatro della Pergola, à Florence, le 21 juin 1830. Elle a écrit le livret et la musique de l’œuvre. Un mélodrame en deux actes Anna di Resburo avec un livret de Gaetano Rossi a été joué à Naples en 1832. L’ouverture de son opéra Eufemio da Messina a été jouée à Milan en 1833.
À la suite de la mort de son mari en 1843, Carolina Uccelli s’est établie à Paris, avec sa fille Giulia. Les deux femmes se sont produites en tournée en Belgique, aux Pays-Bas et en Suisse. Carolina Uccelli est morte en 1885,.

## Œuvre
- Saul, opéra (1830)
- Anna di Resburgo, opéra (1832)
- Eufemio da Messina, opéra (1833)
- Sulla morte di Maria Malibran, cantate pour chœur et orchestre